# NGC 5529
NGC 5529 is een spiraalvormig sterrenstelsel in het sterrenbeeld Ossenhoeder. Het hemelobject werd op 1 mei 1785 ontdekt door de Duits-Britse astronoom William Herschel.

## Synoniemen
- UGC 9127
- IRAS 14134+3627
- MCG 6-31-85
- FGC 1735
- ZWG 191.69
- KUG 1413+364A
- PGC 50942